# ライアン・ムーア
ライアン・ムーア（Ryan Lee Moore、1983年9月18日 - ）は、イギリスを拠点とする騎手。イギリス・バークシャー出身。父はゲーリー・ムーア（調教師）、弟はジェイミー・ムーア（障害競走専門騎手）。エイダン・オブライエン厩舎の主戦騎手を務めている。

## 来歴
2000年5月15日に、トウスター競馬場で障害騎手としてデビュー。父の管理馬であるマージービートで初騎乗初勝利を果たす。
2002年、1月に平地競走で初勝利を挙げる。
2003年、39勝を挙げ最優秀見習い騎手となる。
2004年、5月に京王杯スプリングカップに出走したフィートソーファストに騎乗するために初めて日本を訪れ、中央競馬初騎乗となった同レースでは3着となった。同年イギリスで132勝を挙げ勝利数5位となる。
2006年、シャーガーカップにおいて5戦2勝、2着2回の成績で最優秀騎手賞を受賞する。インターナショナルステークスをノットナウケイトに騎乗して制し、G1初勝利を挙げる。この年は182勝を挙げ、イギリスのリーディングジョッキーとなる。当時23歳でのリーディングジョッキー獲得は史上2番目の若さである。12月には第20回ワールドスーパージョッキーズシリーズに参加したが、26ポイントで10位だった。
2007年、春先に右腕を骨折し、3か月の休養を強いられる。11月に第24回マイルチャンピオンシップに出走するベクラックスに騎乗するために3度目の来日を果たし、レースに挑むが8着だった。翌週第8回ジャパンカップダートと第27回ジャパンカップにも騎乗したが、それぞれ15着と7着だった。12月5日にインターナショナルジョッキーズチャンピオンシップに出場したが0ポイントで10位だった。12月にマイケル・スタウト調教師から、厩舎の主戦騎手に指名された。
2008年、2回目のイギリスリーディングを獲得した。
2009年7月25日、キングジョージ6世&クイーンエリザベスステークスをコンデュイットで制覇した。12月5日・12月6日には第23回ワールドスーパージョッキーズシリーズに出場。ゴールデンスパートロフィーをチャームナデシコに騎乗して勝利し、日本での初勝利を挙げた。総合成績は3位だった。そして12月9日には第12回インターナショナルジョッキーズチャンピオンシップに出場し、クリストフ・ルメール、ジョニー・ムルタと共に同点優勝を果たした。またこの年も前年に続いて、イギリスリーディングを獲得している。
2010年6月5日、ダービーステークス（英ダービー）をワークフォースで制し、ダービージョッキーとなった。10月3日には同馬とのコンビで凱旋門賞も制した。
11月14日、エリザベス女王杯をスノーフェアリーで制し、日本での重賞初勝利をG1で飾った。翌週、11月21日のマイルチャンピオンシップでもキンシャサノキセキに騎乗するため、11月16日から同月22日の期間で、初めて日本中央競馬会（JRA）の短期騎手免許を取得した。11月17日、エリザベス女王杯の後検量の際に馬装具の一部を外していたことが発覚し、エドワード・ダンロップ調教師、ロビン・トレヴァー調教助手と共に、JRAより厳重注意処分を受けた。11月27日、東京競馬場で行われた第24回ワールドスーパージョッキーズシリーズで初優勝を果たすと、12月8日の第13回インターナショナルジョッキーズチャンピオンシップでも優勝し、前年に続き連覇を達成した。
2011年11月13日、スノーフェアリーでエリザベス女王杯を連覇した。1頭の外国馬が日本の平地GIを2勝したのはこれが初めてのことである。
2012年8月19日、スノーフェアリーでジャンロマネ賞を勝利。しかし後のスノーフェアリーの薬物検査で、禁止薬物が検出されたため、その勝利を剥奪された。
同年11月10日から12月24日の期間にかけて、JRAの短期騎手免許を取得した。身元引受調教師は美浦の堀宣行、身元引受馬主は吉田和子。免許期間初週の11月11日、イジゲンで武蔵野ステークスを勝ち、日本馬に騎乗しての重賞初勝利を果たした。
2013年も11月9日から12月23日の期間でJRAの短期騎手免許を取得した。身元引受調教師・馬主とも前回と同じ。免許期間中の11月24日、ジャパンカップにおいてジェンティルドンナに騎乗し、日本競馬史上初の同一馬によるジャパンカップ連覇の偉業を成し遂げる。
2014年3月29日、ドバイシーマクラシックで再びジェンティルドンナに騎乗し、道中大きな不利がありながらレースレコードと合わせてメイダン競馬場芝2410mのコースレコードで勝利する。この年も11月8日から12月21日までJRAの短期騎手免許を取得した。
2015年、エイダン・オブライエン厩舎の主戦騎手ジョセフ・オブライエンが減量苦であることから、この年新たに同厩舎と主戦騎手契約を結ぶ。5月2日にグレンイーグルスで2000ギニーを勝つと、翌5月3日にはレガティッシモで1000ギニーを勝利。1900年以降、同一シーズンに両ギニー競走を制覇した6人目の騎手となった。ロイヤルアスコット開催では単年における新記録となる9勝を挙げた。しかし、7月9日のニューマーケット競馬場での枠入り時に騎乗馬が暴れて首を負傷。当初は全治1か月余りと見られていたが、2か月半後の9月24日のニューマーケット競馬場の2歳戦で復帰した。10月30・31日にキーンランド競馬場で行われたブリーダーズカップ・ターフをファウンドで、またブリーダーズカップ・ジュヴェナイルターフをヒットイットアボムで優勝し、シューメーカー賞の栄誉に輝いた。同年も11月12日から12月29日までの期間でJRAの短期騎手免許を取得したが、免許期間中の12月9日、香港・ハッピーバレー競馬場でのインターナショナルジョッキーズチャンピオンシップで不注意騎乗のため、香港ジョッキークラブから12月28日から2016年1月13日まで騎乗停止処分を受け、また12月13日、シャティン競馬場での香港マイルでモーリスに騎乗したが同様に不注意騎乗のため、12月14日から12月27日まで騎乗停止処分を受けた。これによりJRAは裁定委員会の議定により、JRA短期免許期間の2015年12月14日から同月29日まで騎乗停止処分とした。
以降もJRAでの短期免許は毎年11月から12月の時期にかけて取得することが恒例となっており、COVID-19の世界的流行となった2020・2021年を除いて取得しており、いずれも堀宣行が身元引受調教師、ノーザンファームの関係者（吉田和子、吉田勝己、吉田和美）が契約馬主となっている。ただし、2023年は免許期間中の11月19日の京都競馬第2競走で落馬負傷しこれ以降の騎乗を取りやめ、同月23日付で申請（治療のため）により短期免許を途中で取り消している。その後、有馬記念でタスティエーラに騎乗する事となり、同年12月23日から26日までの短期免許を再度取得している。
ロンジンワールドベストジョッキーに2014年、2016年、2021年の3度選出されている。
2024年8月18日、ドーヴィル競馬場のG1モルニ賞をホイッスルジャケットで制し、G1通算200勝を達成した。国別のG1勝利数はイギリス82勝、アイルランド33勝、フランス25勝、アメリカ22勝、香港12勝、日本9勝、UAE6勝、オーストラリア5勝、カナダ4勝、ドイツとイタリアが1勝ずつとなっている。

## 年度別成績表

### イギリス[25]
| 年     | 騎乗数 | 勝利  | 勝利 | 勝率 | 獲得賞金  | 獲得賞金 |
| 年     | 騎乗数 | 勝数  | 順位 | 勝率 | 金額      | 順位     |
| ------ | ------ | ----- | ---- | ---- | --------- | -------- |
| 2004年 | 959    | 125勝 | 5位  | .130 | 145万3966 | 8位      |
| 2005年 | 1041   | 120勝 | 3位  | .115 | 165万3281 | 7位      |
| 2006年 | 1158   | 180勝 | 1位  | .155 | 267万1887 | 2位      |
| 2007年 | 667    | 126勝 | 3位  | .189 | 247万8827 | 4位      |
| 2008年 | 990    | 186勝 | 1位  | .188 | 356万1436 | 1位      |
| 2009年 | 837    | 174勝 | 1位  | .208 | 474万6077 | 1位      |
| 2010年 | 772    | 137勝 | 3位  | .177 | 388万7771 | 1位      |
| 2011年 | 504    | 94勝  | 7位  | .187 | 259万8952 | 2位      |
| 2012年 | 603    | 116勝 | 4位  | .192 | 246万8765 | 4位      |
| 2013年 | 899    | 194勝 | -    | .216 | 451万0605 | -        |
| 2014年 | 775    | 162勝 | -    | .209 | 438万0299 | 1位      |
| 2015年 | 381    | 81勝  | -    | .213 | 503万8613 | 1位      |
| 2016年 | 462    | 103勝 | -    | .223 | 808万5004 | -        |
| 通算   | -      | -     | -    | ---  | -         | -        |

※金額の単位はUKポンド。

### 中央競馬[26]
| 年     | 騎乗数   | 勝利     | 勝利     | 勝率     | 連対率   | 獲得賞金     |
| 年     | 騎乗数   | 勝数     | 順位     | 勝率     | 連対率   | 獲得賞金     |
| ------ | -------- | -------- | -------- | -------- | -------- | ------------ |
| 2004年 | 1        | 0勝      | 189位    | .000     | .000     | 1519万       |
| 2005年 | 騎乗なし | 騎乗なし | 騎乗なし | 騎乗なし | 騎乗なし | 騎乗なし     |
| 2006年 | 4        | 0勝      | 181位    | .000     | .000     | 375.7万      |
| 2007年 | 6        | 0勝      | 179位    | .000     | .000     | 130万        |
| 2008年 | 1        | 0勝      | 169位    | .000     | .000     | 0            |
| 2009年 | 5        | 1勝      | 140位    | .200     | .200     | 5776.3万     |
| 2010年 | 34       | 6勝      | 90位     | .176     | .235     | 2億42.4万    |
| 2011年 | 1        | 1勝      | 131位    | 1.00     | 1.00     | 9394.8万     |
| 2012年 | 102      | 14勝     | 66位     | .137     | .304     | 2億5632.6万  |
| 2013年 | 94       | 16勝     | 59位     | .170     | .298     | 6億3885.5万  |
| 2014年 | 103      | 23勝     | 49位     | .223     | .330     | 3億4661.8万  |
| 2015年 | 65       | 16勝     | 58位     | .246     | .400     | 4億5038.4万  |
| 2016年 | 66       | 17勝     | 56位     | .258     | .379     | 4億6028.8万  |
| 2017年 | 76       | 18勝     | 56位     | .237     | .395     | 5億3901.3万  |
| 2018年 | 54       | 11勝     | 71位     | .204     | .389     | 2億3536.7万  |
| 2019年 | 57       | 6勝      | 100位    | .105     | .351     | 2億6437.1万  |
| 2020年 | 騎乗なし | 騎乗なし | 騎乗なし | 騎乗なし | 騎乗なし | 騎乗なし     |
| 2021年 | 11       | 1勝      | 127位    | .091     | .364     | 3491.8万     |
| 2022年 | 48       | 10勝     | 75位     | .208     | .333     | 5億3607.6万  |
| 通算   | 728      | 140勝    | -        | .192     | .337     | 41億3459.7万 |

※金額の単位は円。

## JRA・騎乗成績
|                     | 日付           | 競馬場・開催    | 競走名            | 馬名                 | 頭数 | 人気 | 着順 |
| ------------------- | -------------- | --------------- | ----------------- | -------------------- | ---- | ---- | ---- |
| 初騎乗              | 2004年5月16日  | 2回東京8日目11R | 京王杯スプリングC | フィートソーファスト | 18頭 | 8    | 3着  |
| 初勝利              | 2009年12月5日  | 2回阪神6日目4R  | ゴールデンスパーT | チャームナデシコ     | 15頭 | 4    | 1着  |
| 重賞初騎乗          | 2004年5月16日  | 2回東京8日目11R | 京王杯スプリングC | フィートソーファスト | 18頭 | 8    | 3着  |
| GI初騎乗            | 2007年11月18日 | 5回京都6日目11R | マイルCS          | ベクラックス         | 18頭 | 9    | 8着  |
| 重賞初勝利 GI初勝利 | 2010年11月14日 | 6回京都4日目11R | エリザベス女王杯  | スノーフェアリー     | 18頭 | 4    | 1着  |

## 主な勝ち鞍

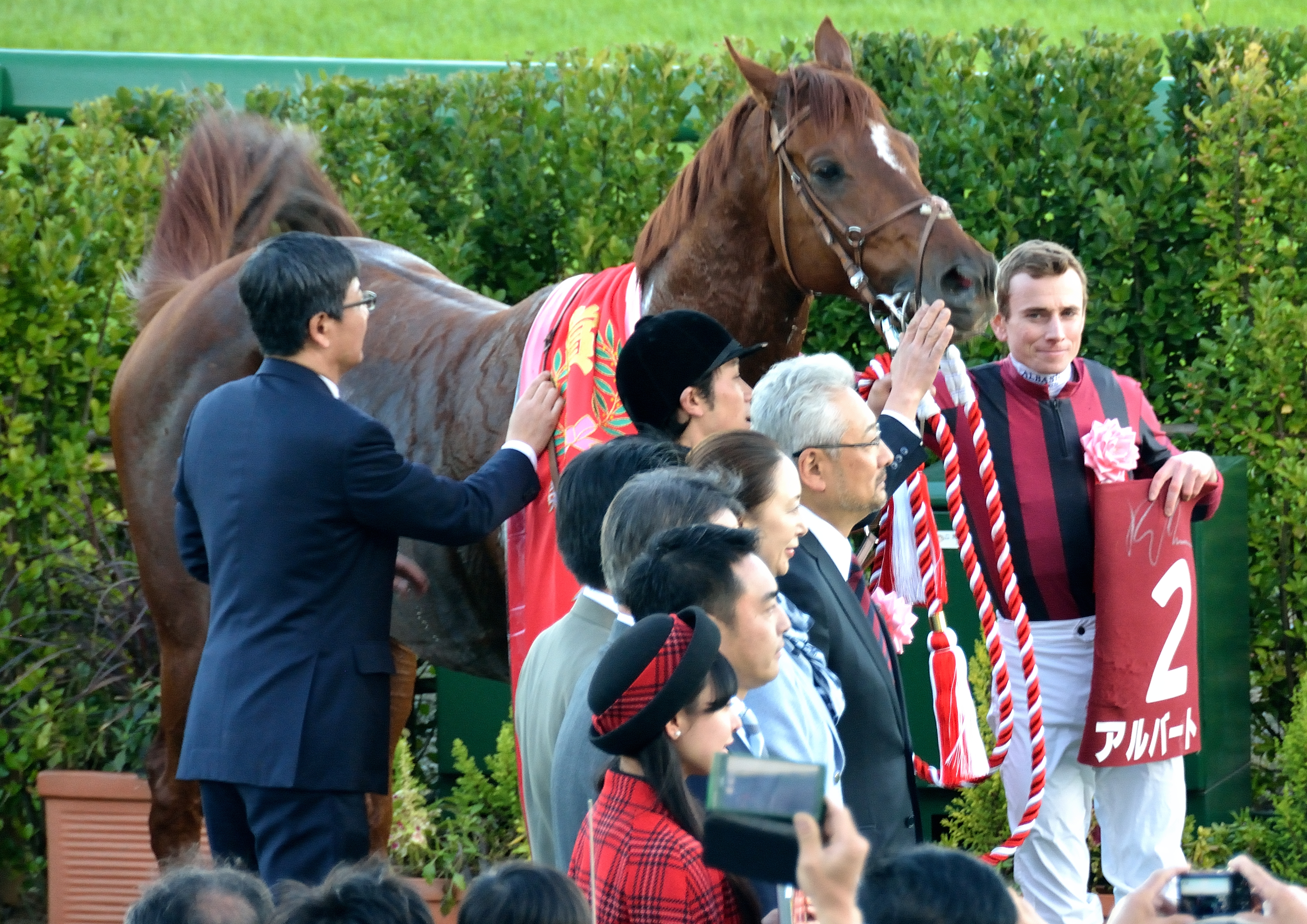
ステイヤーズステークスにて（2015年）

### イギリス
- インターナショナルステークス（2006年Notnowcato、2019年Japan、2024年City Of Troy）
- エクリプスステークス（2007年Notnowcato[27]、2021年St Mark's Basilica、2023年Paddington、2024年City Of Troy）
- グッドウッドカップ（2007年Allegretto、2022年Kyprios）
- コロネーションカップ（2009年Ask[28]、2011年St Nicholas Abbey[29]、2017年Highland Reel、2024年Luxembourg）
- キングジョージVI世&クイーンエリザベスステークス（2009年Conduit、2016年Highland Reel）
- デューハーストステークス（2009年Beethoven、2015年Air Force Blue[30]、2016年Churchill、2017年U S Navy Flag、2023年City Of Troy）
- オークス（2010年Snow Fairy[6]、2016年Minding、2020年Love、2022年Tuesday、2025年Minnie Hauk）
- ダービー（2010年Workforce[31]、2013年Ruler of the World[32]、2023年Auguste Rodin[33]、2024年City Of Troy）
- 1000ギニー（2012年Homecoming Queen[32]、2015年Legatissimo、2016年Minding、2020年Love）
- ゴールドカップ（2013年Estimate[34]、2016年Order Of St George、2022年Kyprios）
- コロネーションステークス（2014年Rizeena[31]、2017年Winter）
- ファルマスステークス（2014年Integral[31]、2016年Alice Springs、2017年Roly Poly、2024年Porta Fortuna）
- ヨークシャーオークス（2014年Tapestry[31]、2020年Love、2021年Snowfall）
- サンチャリオットステークス（2014年Integral[31]、2016年Alice Springs、2017年Roly Poly）
- 2000ギニー（2015年Gleneagles、2017年Churchill）
- セントジェームズパレスステークス（2015年Gleneagles[35]、2019年Circus Maximus、2023年Paddington）
- フィリーズマイル（2015年Minding[36]、2016年Rhododendron、2023年Ylang Ylang）
- ダイアモンドジュビリーステークス（2016年 Twilight Son、2018年Merchant Navy、2021年Dream of Dreams）
- サセックスステークス（2016年The Gurkha、2023年Paddington）
- ナッソーステークス（2016年Minding、2017年Winter、2020年Fancy Blue、2024年Opera Singer）
- クイーンエリザベスII世ステークス（2016年Minding）
- プリンスオブウェールズステークス（2017年Highland Reel、2021年Love、 2024年Auguste Rodin）
- コモンウェルスカップ（2017年Caravaggio）
- セントレジャー（2017年Capri、2018年Kew Gardens、2023年Continuous）
- チェヴァリーパークステークス（2017年Clemmie、2021年Tenebrism）
- ブリティッシュチャンピオンズフィリーズ&メアズステークス（2017年Hydrangea、2018年Magical）
- レーシングポストトロフィー（2017年Saxon Warrior）、フューチュリティトロフィー（2021年Luxemburg、2022年Auguste Rodin）
- ロッキンジステークス（2018年Rhododendron）
- ジュライカップ（2018年U S Navy Flag、2019年Ten Sovereigns）
- クイーンアンステークス（2020年Circus Maximus）
- ミドルパークステークス（2022年Blackbeard）

### アイルランド
- アイリッシュ1000ギニー（2014年Marvellous[31]）
- アイリッシュ2000ギニー（2015年Gleneagles[37]）
- アイリッシュダービー（2023年Auguste Rodin[38]）
- アイリッシュオークス（2010年Snow Fairy[6]、2021年Snowfall）
- アイリッシュチャンピオンステークス（2014年The Grey Gatsby[31]、2019年Magical、2021年St Mark's Basilica、2022年Luxembourg、2023年Auguste Rodin）
- プリティーポリーステークス（2008年Promising Lead[39], 2016年 Minding）
- タタソールズゴールドカップ（2011年So You Think[40]、2023年Luxembourg）
- メイトロンステークス（2007年Echelon[41], 2016年 Alice Springs）
- ヴィンセントオブライエンステークス（2016年 Churchill）
- モイグレアスタッドステークス（2019年Love）

### フランス
- 凱旋門賞（2010年Workforce[31]、2016年Found）
- カドラン賞（2014年High Jinx[31]）
- クリテリウム・アンテルナシオナル (2015年Johannes Vermeer)[42]
- サンクルー大賞（2009年Spanish Moon[43]、2013年Novellist[44]）
- ジョッケクルブ賞（2014年The Grey Gatsby、2025年Camille Pissarro[31]）
- マルセルブサック賞（2014年Found[31]、2015年Ballydoyle[45]）
- モーリス・ド・ゲスト賞（2009年King's Apostle[46]）
- ロワイヤルオーク賞（2007年Allegretto[47]、2009年Ask[48]）
- プール・デッセ・デ・プーラン（仏2000ギニー, 2016年 The Gurkha）
- モルニ賞（2024年Whistlejacket[24]）

### アメリカ
- セクレタリアトステークス（2014年Adelaide[31]）
- ビヴァリーD・ステークス（2013年Dank[49]、2014年Euro Charline[31]）
- ブリーダーズカップ・ジュヴェナイルターフ（2011年Wrote、2012年George Vancouver[50]、2015年Hit It A Bomb[51]、2022年Victoria Road[52]）
- ブリーダーズカップ・ジュヴェナイルフィリーズターフ（2022年Meditate[53]）
- ブリーダーズカップ・ターフ（2008年・2009年Conduit、2013年Magician[54]、2015年Found[55]、2023年Auguste Rodin）
- ブリーダーズカップ・フィリー&メアターフ（2013年Dank[56]、2022年Tuesday）
- ベルモントオークス  (2018年Athena)

### 日本
- 朝日杯フューチュリティステークス（2013年アジアエクスプレス[9]、2019年サリオス）
- エリザベス女王杯（2010年・2011年Snow Fairy）
- ジャパンカップ（2013年ジェンティルドンナ[9]、2022年ヴェラアズール）
- マイルチャンピオンシップ（2015年モーリス[9]）
- 天皇賞（秋）（2016年モーリス）
- チャンピオンズカップ（2017年ゴールドドリーム[57]）

### アラブ首長国連邦
- ドバイシーマクラシック（2014年ジェンティルドンナ[58]）
- ドバイデューティーフリー（2011年Presvis[59]）
- ドバイターフ（2016年リアルスティール）

### 香港
- クイーンエリザベス2世カップ（2009年Presvis[59]）
- 香港カップ（2010年Snow Fairy[6]、2016年モーリス）
- 香港マイル（2015年モーリス）
- 香港ヴァーズ （2015年・2017年Highland Reel[60]、2020年モーグル）
- 香港ダービー(2018年ピンハイスター)
- 香港スプリント(2020年ダノンスマッシュ)

### その他
- カナディアンインターナショナルステークス（2013年Joshua Tree、2014年Hillstar[61]、2015年Cannock Chase[62]）
- E.P.テイラーステークス (2015年Curvy[63])
- グランクリテリウム（2007年Scintillo[64]）
- コックスプレート（2014年Adelaide[31]）
- バイエルンツフトレネン（2008年Linngari[65]）
- メルボルンカップ（2014年Protectionist[31]）
- ゴールデンスリッパーステークス（2023年Shinzo）